# Миникьелло, Раффаэле
Раффаэле Миникьелло (Миникиелло) (итал. Raffaele Minichiello, род. 1 ноября 1949, Мелито-Ирпино, Италия) — бывший морской пехотинец США, известный тем, что в 1969 году совершил угон самолёта, при котором захваченный самолёт пролетел рекордное расстояние — от Лос-Анжелеса до Рима.

## Биография
Родился в Италии, в 1962 году его семья эмигрировала в США и поселилась в Сиэтле. В 1967 году он бросил школу и поступил добровольцем в Корпус морской пехоты США, после чего был направлен на войну во Вьетнаме. Там он был ранен, и в апреле 1969 года для прохождения дальнейшей службы его перевели на базу Кэмп-Пендлтон в Калифорнии.
Вскоре после этого он решил, что ему недоплатили $200 денежного довольствия. В связи с этим в мае 1969 года, будучи пьяным, он ночью пробрался в магазин на своей военной базе и украл радиоприёмники и часы как раз на $200. Его разоблачили и должны были судить, но перед датой, на которую был назначен судебный процесс, он дезертировал.
31 октября 1969 года он приехал в Международный аэропорт Лос-Анджелес, имея при себе самозарядную винтовку M1 Garand и 250 патронов (по другим данным, это была китайская трофейная винтовка, которую он привёз из Вьетнама), и купил билет на рейс авиакомпании Trans World Airlines до Сан-Франциско. Тогда в аэропортах ещё не было никаких металлодетекторов, поэтому он спокойно пронёс разобранную винтовку и патроны в сумке на борт самолёта Boeing 707. После взлёта он в туалете самолёта собрал винтовку, затем наставил её на стюардессу и потребовал, чтобы самолёт летел в Рим. Не сразу удалось объяснить ему, что для этого не хватит топлива, но в итоге Миникьелло согласился на промежуточные посадки для дозаправки.
Сначала самолёт приземлился в аэропорту Денвера. Там Миникьелло позволил выйти всем 39 пассажирам. На борту остались лишь члены экипажа. Затем самолёт перелетел в нью-йоркский Международный аэропорт имени Джона Кеннеди. Там самолёт окружили сотрудники ФБР, которые готовились к штурму. Но Миникьелло выстрелил в потолок салона самолёта, после чего самолёту позволили лететь дальше Как потом рассказывал журналистам командир самолёта Дональд Кук, «план ФБР точно привёл бы к гибели всей команды. Мы сидели с этим мальчишкой шесть часов и наблюдали, как он из безумного маньяка превращается в довольного и спокойного парня с чувством юмора. А потом эти идиоты, ничего не зная, приняли решение, как с ним справиться, и полностью разрушили доверительные отношения, которые мы выстраивали шесть часов».
Следующую посадку он совершил в аэропорту города Бангор в штате Мэн. Там его снова дозаправили, после чего он перелетел в аэропорт Шаннон в Ирландии. После новой дозаправки самолёт прилетел в аэропорт Рима. Там Миникьелло потребовал поставить самолёт на удалении от здания аэропорта и потребовал, чтобы его встретил полицейский на автомобиле, один и без оружия. Эти требования были выполнены, после чего Миникьелло взял полицейского в заложники и уехал с ним из аэропорта в полицейской машине в сторону Неаполя, где жил отец Раффаэле, который заболел раком и вернулся на родину, чтобы умереть там. Когда Миникьелло обнаружил, что их преследует полиция, он приказал притормозить, после чего скрылся. На время Раффаэле удалось спрятаться в сельской церкви, но 2 ноября 1969 года его там задержала полиция. При задержании он, как сообщалось, заявил: «Соотечественники, почему вы меня арестовываете?»
Многие итальянцы восприняли Миникьелло не как преступника, а как своего рода народного героя — многим нравилась его преданность отцу, им восхищались девушки. Одна 17-летняя итальянка заявила журналисту: «Он даже лучше чем Джулиано Джемма. Я бы хотела выйти за него замуж!»
Миникьелло отказались выдать в США, итальянский суд приговорил его к семи с половиной годам тюрьмы, но затем апелляционная инстанция сократила этот срок до трёх с половиной лет, а в итоге Миникьелло провёл в тюрьме лишь полтора года.
Сообщалось, что о нём собираются снять фильм, где главную роль будет играть он сам. Но фильм так и не был снят, а Миникьелло после выхода из тюрьмы стал работать официантом и барменом. Он женился на дочери владельца бара и открыл собственный ресторанчик, у него родился сын. В 1985 году при родах второго ребёнка его жена умерла, после чего он, желая привлечь общественное внимание к проблеме медицинской халатности, решил взять в заложники участников конференции врачей и уже раздобыл оружие. Но у него был друг, который увлёк его чтением Библии, после чего Миникьелло отказался от своего плана.
В 2009 году, к 40-летию угона самолёта, он пригласил к себе в Италию в гости своих бывших заложников. Приехали только бывшая стюардесса Шарлин Делмонико и бывший второй пилот Венцель Уильямс. Миникьелло извинился перед ними и подарил им по экземпляру Нового Завета со словами раскаяния и цитатой из Евангелия: «Отче! Отпусти им, не ведают, что творят».
Как сообщалось, он вышел на пенсию и живёт в родном Мелито-Ирпино вблизи Неаполя; он выложил в YouTube несколько видео, где он играет на аккордеоне.